# Гудрич, Эдвин Стефен
Эдвин Стефен (Стивен) Гудрич (англ. Edwin Stephen Goodrich; 1868—1946) — английский биолог, специалист в области сравнительной анатомии, эмбриологии, палеонтологии и в эволюционных теориях; редактор «Journal of Cell Science» (с 1920 года). 
Лауреат Медали Линнея; член Лондонского королевского общества, иностранный член Академии наук СССР.

## Биография
Эдвин Стефен Гудрич родился 21 июня 1868 года в английском курортном городке Уэстон-сьюпер-Мэр. Когда Гудричу было всего две недели от роду умер его отец и мать перевезла детей в жить во французский город По, где он учился в местной английской школе, а затем во французском лицее. Продолжил образование в Школе изящных искусств Феликса Слейда (англ. Slade School of Fine Art). После этого он обучался в Университетском колледже Лондона, где познакомился с Эдвином Реем Ланкестером, который и привил ему увлечение зоологией.
Когда Ланкастер был назначен преподавателем в Мертон-колледж в Оксфорде (англ. Merton College), а Эдвин Стефен Гудрич стал его ассистентом. С 1921 года Гудрич сам был назначен на старый пост наставника, который он занимал на протяжении почти четверти века.
В 1913 году он женился на протозоологе Хелене Пикселл (англ. Helen Pixell), которая очень помогала ему в его научной деятельности.
В 1932 году научный вклад учёного был отмечен медалью Линнея — одной из высших наград Лондонского Линнеевского общества.
Эдвин Стефен Гудрич умер 6 января 1946 года в Оксфорде.